# Zachtjes zingen
Zachtjes zingen is een nummer van de Nederlandse band BLØF uit 2018. Het is de derde en laatste single van hun twaalfde studioalbum Aan. De single werd uitgebracht op 9 november 2018.
De albumversie van het nummer verschilt van de singleversie. De albumversie van "Zachtjes zingen" is voor BLØF-begrippen aardig experimenteel. De singleversie is een remix gemaakt door het Nederlandse producersduo Giraff, waarin het tempo nog wat omhoog wordt gejaagd en het nummer een nog meer elektronische, tegen de deephouse aanliggende lading krijgt.
Het thema van het lied zou het loslaten van de controle over je leven zijn, maar het dan evengoed kunnen aanvaarden daarvan. Het nummer bereikte de 23e positie in de Nederlandse Top 40, en de 2e positie in de Vlaamse Tipparade.

## Tracklist
Cd-single
1. "Zachtjes zingen (Giraff Remix)" – 3:45